# Barszcz biały na kwasie z kiszonej kapusty
Barszcz biały, na kwasie z kiszonej kapusty (zupa kwas) – polska tradycyjna, uniwersalna zupa, podawana też lokalnie na Wielkanoc. Zupę tę przygotowuje się z wywaru warzywnego, z wędzonką lub kiełbasą i zakwasza sokiem z kiszonej kapusty . Pod koniec gotowania barszcz zabiela się śmietaną, dodaje się pokrojoną w kostkę wędzonkę lub kiełbasę i jajka oraz doprawia tartym chrzanem.

## Karczmiski barszcz biały
19 kwietnia 2018 roku barszcz biały z miejscowości Karczmiska w województwie lubelskim został wpisany na listę produktów regionalnych. Wśród upraw w tym rejonie ważne miejsce zajmowała kapusta. Od  XIX wieku po zakończeniu zbiorów mieszkańcy wsi zbierali się aby ją zakisić. Było to ważne wydarzenie w życiu wiejskiej społeczności. Na  kwasie z kiszonej kapusty gotowano barszcz biały. Pod koniec gotowania dodawano śmietanę, kiełbasę i jajka. W tym rejonie było to danie uniwersalne.

## Zupa kwas
Produkt wpisany na listę produktów tradycyjnych 28 lipca 2011 w kategorii Gotowe dania i potrawy w woj. kujawsko-pomorskim.